# Šimun Bartolazzi
Conte Šimun Bartolazzi (Bartolačič), zadarski plemić iz ogranka stare zadarske obitelji Grisogno, časnik u mletačkoj vojsci, zapovjednik pukovnije oltramarina i kapeleta, kasnije guvernadur Vrane. Potomak  Petra Grisogona Bartolazzi), soprakomitu (zapovjednik) zadarske galije, koja je 1571. isplovila u Lepatnsku bitku.
Šimunova prva funkcija bila je zapovjednik černida s područja pod čiju su nadležnost uglavnom potpadali stanovnici priobalnih naselja na potezu od Bibinja do Pakoštana. 
U svibnju 1686. godine intenzivirale su se borbe u dolini Neretve koje će se nastaviti kroz čitavo ljeto, a u kojima će mletačke snage sastavljene od profesionalnih postrojbi, černida iz Makarske i Morlaka uspješno odbiti osmanski protunapad.
Šimun s bratom Antoniom i svojim postrojba iz zadarskog zaleđa provaljuje na Livanjsko polje u jednom od najuspješnijih prodora u dubinu osmanskog teritorija, te su opljačkali i zapalili Livno. 
Za svoju službu u Morejskom ratu biva visoko pohvaljen, uz vojne činove pukovnika, stjeće naziv grofa (conte), naslov contea prenosi na sinove svoga brata Antuna; Jerolima, Marka i Šimuna (za prve austrijske uprave u Dalmaciji Šimun je bio pukovnik redarstvenih postrojbi)
Kasnije 1690., kao mladi, ali ugledni veteran, novači dvije satnije na svoj trošak profesionalnih konjanika te će te satnije biti jezgra nove dvije pune pukovnije hrvatskog konjaništva. Od providura dobiva zadatak uspostaviti red među moralčkim ratnicima, te ih staviti pod ustrojbenu cjelinu černida. 
1692. morlački serdari Smiljanić i Radašinović, koji su odbili njegove zapovjedi, ga na prevaru ubijaju i njegovo tijelo mrcvare. Providur je naredio stroge mjere protiv onih koji su sudjelovali u uroti protiv Bortulazzija. Kuće su im spaljene, a dvije godine kasnije uhvaćeni su i pogubljeni.
Pokopan je u benediktinskoj crkvi sv. Marije u Zadru.